# Scutiger
A Scutiger a kétéltűek (Amphibia) osztályába, a békák (Anura) rendjébe és a csücskösásóbéka-félék (Megophryidae) családjába tartozó nem.

## Elterjedése
A nembe tartozó fajok Kína délnyugati részén (beleértve Tibetet is), Mianmarban, Nepálban és India északi részén, 1000–5300 m-es tengerszint feletti magasságban honosak. Egy 2017-ben készült molekuláris filogenetikai tanulmány megállapítása szerint a nem a Tibeti-fennsíkon alakult ki az oligocén földtörténeti korban.

## Rendszerezés
A nembe az alábbi fajok tartoznak:
- Scutiger adungensis Dubois, 1979
- Scutiger bangdaensis Rao, Hui, Ma, & Zhu, 2022 "2020"
- Scutiger bhutanensis Delorme & Dubois, 2001
- Scutiger biluoensis Rao, Hui, Zhu, & Ma, 2022 "2020"
- Scutiger boulengeri (Bedriaga, 1898)
- Scutiger brevipes (Liu, 1950)
- Scutiger chintingensis Liu & Hu, 1960
- Scutiger feiliangi Zhou, Guan, & Shi, 2023
- Scutiger ghunsa Khatiwada, Shu, Subedi, Wang, Ohler, Cannatella, Xie, & Jiang, 2019
- Scutiger glandulatus (Liu, 1950)
- Scutiger gongshanensis Yang & Su, 1979
- Scutiger jiulongensis Fei, Ye & Jiang, 1995
- Scutiger liupanensis Huang, 1985
- Scutiger maculatus (Liu, 1950)
- Scutiger mammatus (Günther, 1896)
- Scutiger meiliensis Rao, Hui, Zhu, & Ma, 2022 "2020"
- Scutiger muliensis Fei & Ye, 1986
- Scutiger nepalensis Dubois, 1974
- Scutiger ningshanensis Fang, 1985
- Scutiger nyingchiensis Fei, 1977
- Scutiger occidentalis Dubois, 1978
- Scutiger pingwuensis Liu & Tian, 1978
- Scutiger sikimmensis (Blyth, 1855)
- Scutiger spinosus Jiang, Wang, Li & Che, 2016
- Scutiger tengchongensis Yang & Huang, 2019
- Scutiger tuberculatus Liu & Fei, 1979
- Scutiger wanglangensis Ye & Fei, 2007
- Scutiger wuguanfui Jiang, Rao, Yuan, Wang, Li, Hou, Che & Che, 2012